# Karl Isakson

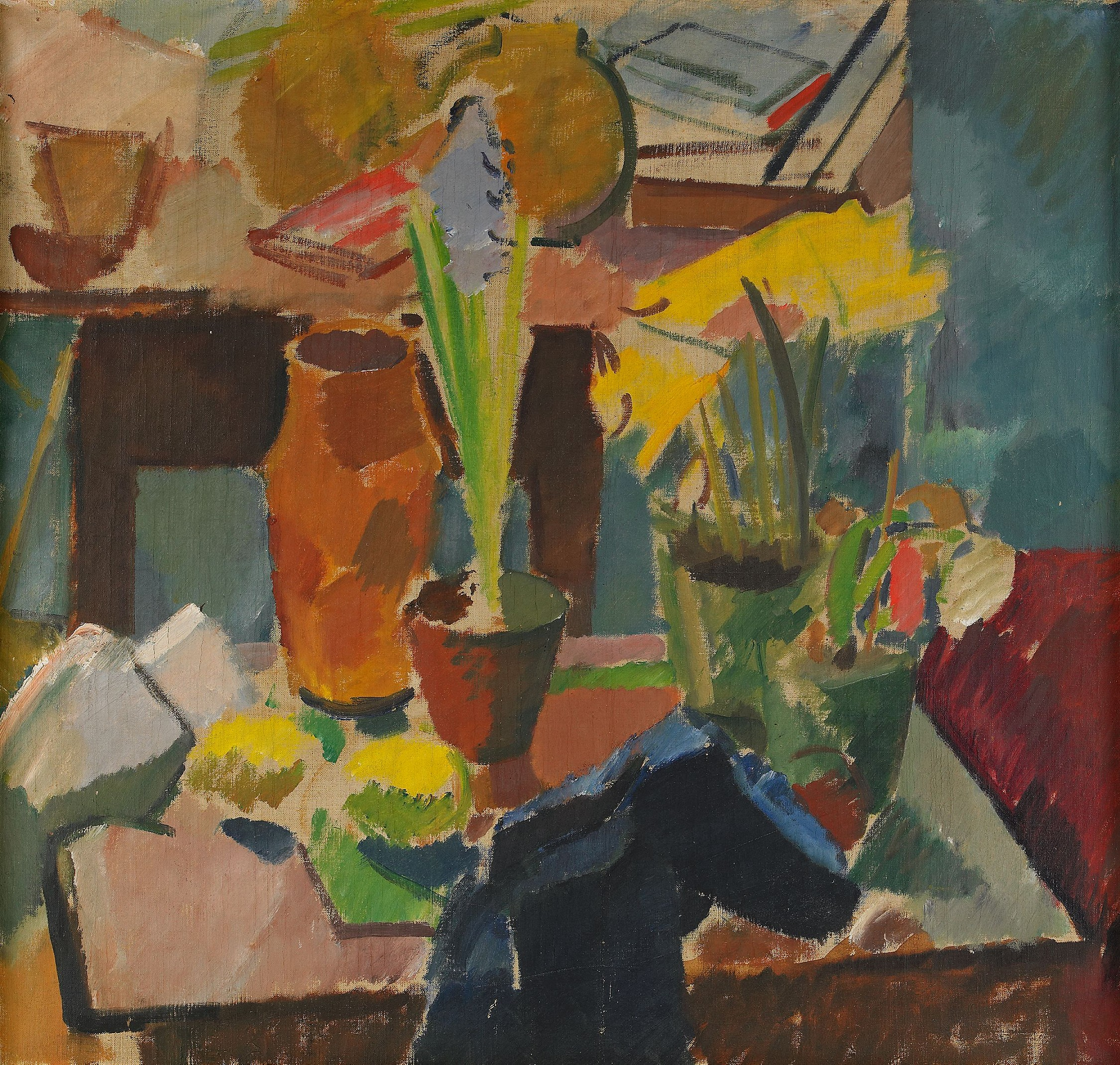
Nature morte (ca 1918) av Karl Isakson

Karl Oscar Isakson, född 16 januari 1878 i Stockholm, död 19 februari 1922 i Köpenhamn, var en svensk målare.

## Biografi
Karl Isakson var son till Karl Fredrik Isaksson och Mathilda, född Andersson. Han växte upp under fattiga förhållanden i Stockholm, där han och systern Ester uppfostrades av en religiös ensamstående mor. Fadern, som tillverkade kassaskåp, dog innan sonen hunnit fylla ett år. Karl Isakson utbildade sig till yrkesmålare, och från 1891 följde han Tekniska skolans kvällskurser i teckning. Han gav handräckning åt Carl Larsson 1895, som då gjorde väggmålningarna för Nationalmuseums trapphall.
Karl Isakson studerade 1897–1901 på Konstakademien. År 1902 gav han sig ut på sin första studieresa, ensam och utan språkkunskaper. Han kom till Florens, via Berlin och München, där Giotto di Bondone påverkade honom starkt. Han fick här kontakt med den danske målaren och pedagogen Kristian Zahrtmann och blev i Cività d'Antino hans elev. I Köpenhamn fortsatte Isakson ytterligare ett par år studierna i Zahrtmanns målarskola vid Kunstnernes Frie Studieskoler. Isakson fick 1903 en egen ateljé i Köpenhamn. Han förblev staden trogen livet ut. Första gången som Isakson kom till Paris var 1905, men han återsåg staden ett flertal gånger under de följande åren. Kring 1907 målade han främst stilleben med blommor och frukter samt modeller. Den period som brukar betecknas som den "grå", före 1911, "lade han på skikt efter skikt av färg tills han efter långvarigt arbete skapat ett oändligt nyanserat spel av brutna toner." 
Efter två besök i Paris, 1911 och 1914, valde Karl Isakson att radikalt förändra sitt sätt att måla till en snabbare arbetsprocess. Han fick se Pellerins stora Cézanne-samling och intresserade sig för Picassos kubism. Men hans produktion kom inte att öka nämnvärt, eftersom hans hälsa vacklade, med en ögonsjukdom, depressioner och andra nervösa störningar. Isaksons självkritik fick honom ofta att tveka och rata sina verk. Efter att ha visat några verk på fyra grupputställningar 1908–1911, slutade han att framträda trots uppmaningar och uppmuntran från dansk sida. Till slut upphörde han med att signera sina verk, då han såg dem som "skalövningar", ett slags förarbete inför det måleri som han hoppades skulle komma. Isakson blev, trots sin skygghet, god vän med flera av Danmarks främsta konstnärer, och vid minnesutställningen 1922 beskrev den danske målaren Sophus Danneskjold-Samsøe honom som "en gave til sit hjemland". Vid Liljevalchs konsthall i maj 1922 visades 159 av Isaksons målningar. 
Han avled 44 år gammal i lunginflammation.
Karl Isakson är representerad på Göteborgs konstmuseum, Moderna museet, Norrköpings konstmuseum, Prins Eugens Waldemarsudde och Statens Museum for Kunst.

## Målningar i urval
- Porträtt av fru Ragnhild Madsen (1907)
- Självporträtt (1908)
- Gosse som planterar (Hoppet) (1909)
- Strandbild med figurer, Refsnaes (1909)
- Porträtt av målaren Karl Schou (ca 1911)
- Sittande modell mot blått stoff (1912)
- Vilande modell (1914-15)
- Landskap Bohuslän (1915)
- Stilleben med grå kruka (1916)
- Dam i svart (1918-19)
- Självporträtt med hatt (ca 1920)
- Lazarus uppväckande (1920-21)
- Kildendals bastion (1920-21)
- Gravläggningen (1921)
- Frihamnen Köpenhamn